# Fluviphylax
Genre
Fluviphylax est un genre de poissons d'eau douce ovovivipares de la famille des Poeciliidae (ordre des Cyprinodontiformes).

## Répartition
Les espèces du genre Fluviphylax se rencontrent en Amérique du Sud.

## Liste des espèces
Selon World Register of Marine Species (31 décembre 2023) :
- Fluviphylax gouldingi Bragança, 2018
- Fluviphylax obscurus Costa, 1996
- Fluviphylax palikur Costa & Le Bail, 1999
- Fluviphylax pygmaeus (Myers & Carvalho, 1955)
- Fluviphylax simplex Costa, 1996
- Fluviphylax wallacei Bragança, 2018
- Fluviphylax zonatus Costa, 1996

## Classification
Le nom valide complet (avec auteur) de ce taxon est Fluviphylax Whitley, 1965,.
Le genre Fluviphylax a été créé en remplacement du genre Potamophylax Myers & Carvalho in Myers, 1955 déjà occupé par le genre d'insectes trichoptères, Potamophylax Wallendren, 1891 (famille des Limnephilidae).
Fluviphylax a pour synonyme :
- Potamophylax Myers & Carvalho in Myers, 1955 (non valide car déjà occupé)

## Publication originale
- (en) G. P. Whitley, « Some fish genera scrutinized », Proceedings of the Royal Zoological Society of New South Wales, Mosman,‎ 1965, p. 25–26 (ISSN 0085-5820, OCLC 3925828, lire en ligne).